# Milan Holeček
Milan Holeček (Pardubice, 23 ottobre 1943) è un ex tennista cecoslovacco.

## Carriera
In carriera ha raggiunto una finale di doppio al BMW Open nel 1975, in coppia con il tedesco Karl Meiler. Nei tornei del Grande Slam ha ottenuto il suo miglior risultato raggiungendo i quarti di finale di doppio agli US Open nel 1971, in coppia con il neozelandese Onny Parun.
In Coppa Davis ha disputato un totale di 23 partite, collezionando 8 vittorie e 15 sconfitte.

## Statistiche

### Doppio

#### Finali perse (1)
| Numero | Anno           | Torneo                      | Superficie  | Compagno    | Avversari in finale      | Punteggio |
| 1.     | 11 maggio 1975 | BMW Open, Monaco di Baviera | Terra rossa | Karl Meiler | Wojciech Fibak Jan Kodeš | 5-7, 3-6  |